# EHF Champions League mannen 2000/01
De EHF Champions League 2000/01 was de eenenveertigste editie van de EHF Champions League, de hoogste handbalcompetitie voor clubs in Europa.

## Deelnemers
| Eerste ronde | Eerste ronde |
| --- | --- |
| - HC Eynatten: Kampioen van België - Izviđač Ljubuški: Kampioen van Bosnië en Herzegovina - SPE Strovolos Nicosie: Kampioen van Cyprus - Panellínios Athènes: Kampioen van Griekenland - Haukar Hafnarfjörður: Kampioen van IJsland - Hapoel Rishon LeZion: Kampioen van Israël - Granitas Kaunas: Kampioen van Litouwen - HC Berchem: Kampioen van Luxemburg | - ShowBizCity Aalsmeer: Kampioen van Nederland - ZTR Zaporijia: Kampioen van Oekraïne - Remus Bärnbach-Köflach: Kampioen van Oostenrijk - Wybrzeże Gdańsk: Kampioen van Polen - Steaua Boekarest: Kampioen van Roemenië - ŠKP Sečovce: Kampioen van Slowakije - ASKİ SK: Kampioen van Turkije - SKA Minsk: Kampioen van Wit-Rusland |
| Tweede ronde | |
| - Montpellier: Kampioen van Frankrijk - Pallamano Trieste: Kampioen van Italië - Lovćen Cetinje: Kampioen van Joegoslavië - ABC Braga: Kampioen van Portugal | - CSKA Moskou: Kampioen van Rusland - Baník Karviná: Kampioen van Tsjechië - Redbergslids IK: Kampioen van Zweden - TV Suhr: Kampioen van Zwitserland |
| Groepsfase | |
| - THW Kiel: Kampioen van Duitsland - Badel 1862 Zagreb: Kampioen van Kroatië - GOG Gudme: Kampioen van Denemarken - Dunaferr SE: Kampioen van Hongarije | - IL Runar: Kampioen van Noorwegen - Celje: Kampioen van Slovenië - FC Barcelona: Titelhouder 1999/00 - Portland San Antonio: Vice-kampioen van Spanje |

## Kwalificatieronde

### Eerste ronde
| Team 1                | Score   | Team 2                 | 1       | 2       |
| --------------------- | ------- | ---------------------- | ------- | ------- |
| ASKİ SK               | 58 – 41 | Granitas Kaunas        | 29 – 18 | 29 – 23 |
| HC Berchem            | 44 – 68 | Hapoel Rishon LeZion   | 25 – 31 | 19 – 37 |
| Wybrzeże Gdańsk       | 53 – 46 | ŠKP Sečovce            | 30 – 22 | 23 – 24 |
| SKA Minsk             | 52 – 42 | ShowBizCity Aalsmeer   | 28 – 20 | 24 – 22 |
| Haukar Hafnarfjörður  | 53 – 48 | HC Eynatten            | 22 – 18 | 31 – 30 |
| SPE Strovolos Nicosie | 50 – 51 | Remus Bärnbach-Köflach | 26 – 27 | 24 – 24 |
| Steaua Boekarest      | 57 – 52 | Panellínios Athènes    | 30 – 26 | 27 – 26 |
| Izviđač Ljubuški      | 41 – 54 | ZTR Zaporijia          | 23 – 24 | 18 – 30 |

### Tweede ronde
| Team 1               | Score   | Team 2                 | 1       | 2       |
| -------------------- | ------- | ---------------------- | ------- | ------- |
| CSKA Moskou          | 39 – 54 | Wybrzeże Gdańsk        | 23 – 28 | 16 – 26 |
| SKA Minsk            | 48 – 53 | Pallamano Trieste      | 28 – 26 | 20 – 27 |
| Montpellier          | 45 – 41 | ZTR Zaporijia          | 24 – 18 | 21 – 23 |
| Lovćen Cetinje       | 60 – 39 | Remus Bärnbach-Köflach | 30 – 16 | 30 – 23 |
| Hapoel Rishon LeZion | 42 – 50 | Redbergslids IK        | 23 – 26 | 19 – 24 |
| ABC Braga            | 55 – 50 | Haukar Hafnarfjörður   | 25 – 22 | 30 – 28 |
| Steaua Boekarest     | 47 – 63 | Baník Karviná          | 29 – 34 | 18 – 29 |
| ASKİ SK              | 56 – 50 | TV Suhr                | 32 - 21 | 24 – 29 |

## Groepsfase

### Groep A
| Pos | Club              | Wed | W | G | V | Ptn | DV  | DT  | +/− | Opmerking                     |
| --- | ----------------- | --- | - | - | - | --- | --- | --- | --- | ----------------------------- |
| 1   | Celje             | 6   | 5 | 1 | 0 | 11  | 183 | 145 | +38 | 00Geplaats voor kwartfinale00 |
| 2   | Badel 1862 Zagreb | 6   | 4 | 1 | 1 | 9   | 155 | 137 | +18 | 00Geplaats voor kwartfinale00 |
| 3   | ASKİ SK           | 6   | 1 | 0 | 5 | 2   | 153 | 167 | -14 |                               |
| 4   | Redbergslids IK   | 6   | 1 | 0 | 5 | 2   | 131 | 173 | -42 |                               |

### Groep B
| Pos | Club            | Wed | W | G | V | Ptn | DV  | DT  | +/− | Opmerking                     |
| --- | --------------- | --- | - | - | - | --- | --- | --- | --- | ----------------------------- |
| 1   | FC Barcelona    | 6   | 4 | 2 | 0 | 10  | 155 | 133 | +22 | 00Geplaats voor kwartfinale00 |
| 2   | Montpellier     | 6   | 3 | 1 | 2 | 7   | 146 | 141 | +5  | 00Geplaats voor kwartfinale00 |
| 3   | Dunaferr SE     | 6   | 3 | 1 | 2 | 7   | 143 | 145 | -2  |                               |
| 4   | Wybrzeże Gdańsk | 6   | 0 | 0 | 6 | 0   | 124 | 149 | -25 |                               |

### Groep C
| Pos | Club              | Wed | W | G | V | Ptn | DV  | DT  | +/− | Opmerking                     |
| --- | ----------------- | --- | - | - | - | --- | --- | --- | --- | ----------------------------- |
| 1   | ABC Braga         | 6   | 4 | 0 | 2 | 8   | 151 | 153 | -2  | 00Geplaats voor kwartfinale00 |
| 2   | THW Kiel          | 6   | 3 | 1 | 2 | 7   | 164 | 147 | +17 | 00Geplaats voor kwartfinale00 |
| 3   | GOG Gudme         | 6   | 3 | 0 | 3 | 6   | 165 | 158 | +7  |                               |
| 4   | Pallamano Trieste | 6   | 1 | 1 | 4 | 3   | 159 | 181 | -22 |                               |

### Groep D
| Pos | Club                 | Wed | W | G | V | Ptn | DV  | DT  | +/− | Opmerking                     |
| --- | -------------------- | --- | - | - | - | --- | --- | --- | --- | ----------------------------- |
| 1   | Lovćen Cetinje       | 6   | 4 | 1 | 1 | 9   | 160 | 150 | 10  | 00Geplaats voor kwartfinale00 |
| 2   | Portland San Antonio | 6   | 4 | 0 | 2 | 8   | 170 | 155 | 15  | 00Geplaats voor kwartfinale00 |
| 3   | IL Runar             | 6   | 2 | 0 | 4 | 4   | 151 | 165 | -14 |                               |
| 4   | Baník Karviná        | 6   | 1 | 1 | 4 | 3   | 170 | 181 | -11 |                               |

## Eindrond

### Kwartfinale

#### Loting
Voor de loting zijn alle nummers 1 in één pot gedaan. Hetzelfde is bij alle nummers 2 gebeurd. Dit betekent dat de nummers 1 tegen een nummer 2 spelen in de kwartfinale. De nummers 2 beginnen hun wedstrijden thuis:
| Pot 1 | Pot 1          | Pot 2 | Pot 2                |
| ----- | -------------- | ----- | -------------------- |
| A     | Celje          | A     | Badel 1862 Zagreb    |
| B     | FC Barcelona   | B     | Montpellier          |
| C     | ABC Braga      | C     | THW Kiel             |
| D     | Lovćen Cetinje | D     | Portland San Antonio |

#### Resultaten
| Team 1               | Score   | Team 2         | 1       | 2       |
| -------------------- | ------- | -------------- | ------- | ------- |
| Montpellier          | 47 – 52 | Celje          | 24 - 23 | 23 - 29 |
| Badel 1862 Zagreb    | 40 - 55 | FC Barcelona   | 17 - 29 | 23 - 26 |
| Portland San Antonio | 49 - 37 | ABC Braga      | 25 - 16 | 24 - 21 |
| THW Kiel             | 49 - 37 | Lovćen Cetinje | 35 - 22 | 24 - 29 |

### Halve finale
| Team 1               | Score   | Team 2       | 1       | 2       |
| -------------------- | ------- | ------------ | ------- | ------- |
| THW Kiel             | 56 - 57 | FC Barcelona | 28 - 24 | 28 - 33 |
| Portland San Antonio | 62 - 57 | Celje        | 30 - 28 | 32 - 29 |

### Finale
Finale wedstrijd 1
| 21 april 2001 17:45 | Portland San Antonio | 28 - 25 | FC Barcelona | Pabellón Universitario de Navarra, Pamplona Scheidsrechters: Francois Garcia, Jean-Pierre Moreno (FRA) |
| 21 april 2001 17:45 | (14-12)              |         |              | Pabellón Universitario de Navarra, Pamplona Scheidsrechters: Francois Garcia, Jean-Pierre Moreno (FRA) |
| 21 april 2001 17:45 | 3× 4×                | Raport  | 3× 6×        | Pabellón Universitario de Navarra, Pamplona Scheidsrechters: Francois Garcia, Jean-Pierre Moreno (FRA) |

Finale wedstrijd 2
| 28 april 2001 18:00 | FC Barcelona | 25 - 22 | Portland San Antonio | Palau Blaugrana, Barcelona Scheidsrechters: Jan Boye, Bjarne Munk Jensen (DEN) |
| 28 april 2001 18:00 | (15-12)      |         |                      | Palau Blaugrana, Barcelona Scheidsrechters: Jan Boye, Bjarne Munk Jensen (DEN) |
| 28 april 2001 18:00 | 3× 5×        | Raport  | 3× 6×                | Palau Blaugrana, Barcelona Scheidsrechters: Jan Boye, Bjarne Munk Jensen (DEN) |